# Dalima schistacearia
Dalima schistacearia là một loài bướm đêm trong họ Geometridae.